# アッシュル・ニラリ5世
アッシュル・ニラリ5世（楔形文字： Aššur-nārāri、「アッシュル神は我が救い」、在位：前755年-前745年）は新アッシリア帝国時代のアッシリア王。アダド・ニラリ3世（在位：前811年-前783年）の息子であり、兄弟のアッシュル・ダン3世から王位を継承した。彼が支配した時代はアッシリアの衰退期にあたっており、現存する同時代史料は僅かである。そのため、彼の治世については大まかな政治的動向を除き、僅かにしかわかっていない。
当時、アッシリアの官吏たちは王に対して勢力を増しており、アッシリアの外敵はより危険なものとなっていた。彼の治世中に外敵に対する遠征に費やされた期間の割合はアッシリア王の中でも例外的に少なく、これは恐らくアッシリア内の政治的な不安定を示すものである。前746年または前745年にはアッシリアの首都ニムルドにおける反乱が記録されている。アッシュル・ニラリ5世の跡に王位を継承したのはティグラト・ピレセル3世であった。彼はアッシュル・ニラリ5世の息子または弟であるが、詳細は不明である。ティグラト・ピレセル3世がアッシュル・ニラリ5世を退位させたというのが伝統的な見解であるが、正当かつスムーズな継承であった可能性もあり、また彼らが短期間共同統治を行っていた可能性もある。

## 治世
アッシュル・ニラリ5世はアダド・ニラリ3世（在位：前811年-前783年）の息子である。前755年に兄弟であるアッシュル・ダン3世から王位を継いだ。アッシュル・ニラリ5世の治世は残存情報が少なく、アッシリア史の中でも不明瞭な時代である。そのため、彼の治世についてもほとんどわかっていない。この頃の新アッシリア帝国は衰退期を迎えていた。特に、アッシュル・ニラリ5世の権力は極めて強力な官吏たちの登場によって脅かされていた。彼らはアッシュル・ニラリ5世の権威を認めていたが、実際には最も強力な支配権を振るい、建築事業や政治的活動についてアッシリア王たちと同様に自らの楔形文字碑文を書くようになった。このような官吏たちの碑文はこの時代においてアッシリア王たちの碑文よりも数多く見られる。そしてこの時代、アッシリアの敵国も強大化し、深刻な脅威となっていた。このアッシリアの衰退期は、北方にあるウラルトゥ王国の絶頂期にあたる。
後の時代にアッシュル・ニラリ5世に言及する碑文には『アッシリア王名表』（彼の治世期間はこれによって知られている）や彼の時代の紀年官を含むリンム表がある（通常、リンム/紀年官の名を用いた年名、および重要な出来事の情報が記載されている）。アッシュル・ニラリ5世に言及する同時代の碑文には、アッシュル・ニラリ5世を戦いで打ち破ったと主張するウラルトゥ王サルドゥリ2世の碑文がある。アルパド王Mati'iluとアッシュル・ニラリ5世の間で結ばれた条約の断片も現存している。また、官吏のマルドゥク・シャラ・ウツル（Marduk-sarra-usur）の戦功に対してアッシュル・ニラリ5世が土地と免税の特典を与えたことを記録する碑文も知られている。これはアッシュル・ニラリ5世自身によって残された唯一の碑文である。マルドゥク・シャラ・ウツルは（アッシュル・ニラリ5世の即位よりも30年前に当たる）前784年の紀年官（リンム）として言及される同名の人物と同一人物である可能性がある。
このリンム表に基づくならば、アッシュル・ニラリ5世の治世は軍事的に精彩を欠くものであった。彼は在位中のほとんどの期間「本国に留まった」（即ち、遠征に出なかった）ことが記録されており、外征に出たの3年間だけであった。彼が王位に登った前755年にアルパドへの遠征が行われた。そして前748年から前747年にかけて、彼はウラルトゥのナムリ市へ遠征を行った。アルパド王Mati'iluとの条約が締結されたのは恐らく前755年の遠征の結果によるものであろう。この条約の現存部分はほとんど全てMati'iluに対する呪詛で構成されている。アッシリアの王は毎年遠征を行うのが通例であり、「本国に留まった」という言葉は記録の残る紀元前858年から紀元前699年までの間で15回しか使われていない。従ってアッシュル・ニラリ5世がアッシリア本国に留まっていたことは内政の不安を示すものであると見ることができる。大半のアッシリア王が建築事業を起こしているが、アッシュル・ニラリ5世治世下で執り行われた建築事業は知られていない。

## 継承
アッシュル・ニラリ5世は前745年に死亡したとするのが一般的である。これはこの年が彼の後継者ティグラト・ピレセル3世の即位年であるためである。ティグラト・ピレセル3世の即位の経緯は不明である。これは特に、古代の史料がティグラト・ピレセル3世の系譜について矛盾する記録を残しているためである。『アッシリア王名表』はティグラト・ピレセル3世がアッシュル・ニラリ5世の息子であったとするが、ティグラト・ピレセル3世自身の碑文では自身をアダド・ニラリ3世の息子であるとしている。これに従うならばティグラト・ピレセル3世はアッシュル・ニラリ5世の兄弟である。前746/745年にアッシリアの首都ニムルドでの反乱の記録が残されており、ティグラト・ピレセル3世が碑文において自身の即位を王家の血統よりも神の選択の結果として記述していることから、ティグラト・ピレセル3世は通常、アッシュル・ニラリ5世から王位を簒奪したと考えられている。
歴史学者トレーシー・ダベンポート（Tracy Davenport）は2016年の博士論文において、ティグラト・ピレセル3世は完全に正当な形で王位を継承したのであり、さらには短期間アッシュル・ニラリ5世と共同統治を行ったとする仮説を出した。ダベンポートの見解は第一にティグラト・ピレセル3世時代のリンムの順序の異質さ、前744年の後に引かれた非常に珍しい水平線の書き込み（これはアッシュル・ニラリ5世の死亡を示すものである可能性がある）、そしてアッシュル・ニラリ5世に10年の治世年数を与える『アッシリア王名表』の記載に基づいている。アッシリア人は王の治世年数を、王が年間を通して王であった最初の年から数えたため、前754年がアッシュル・ニラリ5世の治世第1年であるとみなされた。つまり、アッシュル・ニラリ5世が10年間統治したとするならば、彼は前744年に死亡したことになる。しかし、『アッシリア王名表』は誤りを含むことがわかっており、王名表の版によってそれ以前の幾人かの王に食い違いがある。